# آلکساندروف، شهرستان پینچوف
الکساندرا، بخش پینسزو (به لاتین: Aleksandrów, Pińczów County) یک منطقهٔ مسکونی در لهستان است که در Gmina Pińczów واقع شده‌است.